# Laurent Binet
Laurent Binet (Parijs, 19 juli 1972) is een Frans schrijver. Hij verkreeg bekendheid met zijn verzetsroman HhhH uit 2009.

## Leven en werk
Binet is de zoon van een historicus en studeerde literatuur in Parijs. In 1996 vervulde hij zijn vervangende dienstplicht in Košice, Slowakije, waar hij Frans doceerde aan een luchtmachtschool. Sindsdien is hij leraar moderne literatuur in Parijs en werkt hij ook aan de Universiteit van Vincennes Saint-Denis (Universiteit van Parijs VIII).
In 2000 publiceerde Binet zijn surrealistische vertelling Forces et faiblesses de nos muqueuses ('Sterke en zwakke kanten van onze slijmvliezen', niet vertaald) en in 2004 verscheen zijn boek La Vie professionnelle de Laurent B. ('Het beroepsleven van Laurent B', niet vertaald), over zijn ervaringen als docent Frans.
Internationale bekendheid verwierf Binet met zijn debuutroman HHhH (acroniem voor Himmlers Hirn heißt Heydrich, in het Nederlands uitgekomen met als titel HhhH Himmlers hersens heten Heydrich) uit 2009, zich afspelend binnen het Tsjechische verzet in de Tweede Wereldoorlog, culminerend in de aanslag in Praag op SS-leider Reinhard Heydrich in 1942. HhhH werd in meer dan 35 talen vertaald, waaronder in het Nederlands. Voor dit werk kreeg hij de Prix Goncourt du premier roman toegekend. Roel van Broekhoven bewerkte de roman HhhH tot een tv-serie. Laurent Binet speelde in deze tv serie zichzelf.
In 2012 verscheen zijn boek Rien ne se passe comme prévu (Niets gaat zoals werd verwacht), over de verkiezingscampagne van François Hollande. In 2015 verscheen La septième fonction du langage (De zevende functie van de taal), een roman die speelt met werkelijkheid en fictie, tevens een satire op het intellectuele discours van het Franse poststructuralisme. Hij ontving hiervoor zowel de Prix du roman FNAC als de Prix Interallié. De Engelse vertaling The 7th Function of Language stond op de longlist voor de Booker Prize international 2018.
In 2019 ontving hij de Grand Prix du roman de l'Académie française voor zijn roman Civilizations (Beschavingen).